# 宮城遥拝

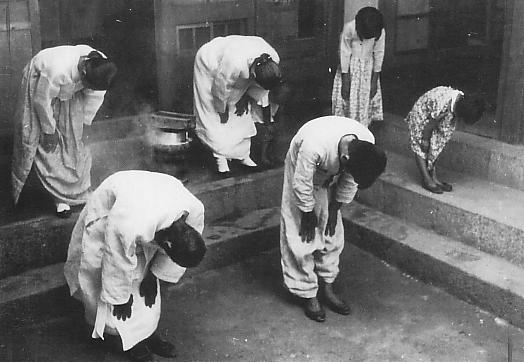
朝鮮人による宮城遥拝

宮城遥拝（きゅうじょうようはい）とは、日本や大東亜共栄圏において、皇居（宮城）の方向に向かって敬礼（遥拝、拝礼）する行為である。遥拝する場所は、日本国内（内地）、外地、外国を問わず用いられている。皇居遥拝（こうきょようはい）ともいう。
日本国民が天皇への忠誠を誓う行為の一つであり、御真影への敬礼とともに、宮城遥拝も盛んに行われた特に第二次世界大戦中には、天皇へ忠誠を介して戦意高揚を図る目的で、宮城遥拝は盛んに行われた。

## 日本基督教団
戦前、日本のプロテスタント教会は宮城遙拝を偶像礼拝として問題視した。1941年、日本のプロテスタント教会の多くは、日本基督教団に統合されて国家の監督下に置かれ、宮城遥拝も実施された。日本基督教団は皇室が「日本国民の宗家」であることを受け入れ、1942年、教団統理は伊勢神宮の参拝も行った。他方、宮城遙拝を実施しない教会は弾圧され、牧師や信徒は投獄されることもあった（ホーリネスの弾圧は、これとは違う次元で計画、実行され国家方針に不従順な教会に対する見せしめの傾向が強かった）。戦時下、敵国スパイ活動の拠点ともなりかねない教会は特別高等警察の監督下に入り、礼拝の中で君が代斉唱、国旗掲揚、宮城遥拝が行われた。この傾向は大都市より地方ほど厳しく、その地域教会を主管する牧師の思想によっても差が大きかった。戦後50年に当たる1995年には、明治学院が「明治学院の戦争責任・戦後責任の告白」、日本福音キリスト教会連合が「第二次大戦における日本の教会の罪責に関する私たちの悔い改め」を発表するなどした。

## インドネシアでの事例
元インドネシア大使で、戦時中は旧日本陸軍の軍政官であった斉藤鎮男はその著書の中で、「頭髪の刈込の制度化」、「日本語の強要」とともに、「宮城遥拝の強制」を日本の軍政が悪評であった具体例として挙げている。スマトラ島東北部にあるスマトラ州メダン市の中心部には紘原（ひろはら）神社（英語: Hirohara Shrine）という名の神社が建設され、ムスリムである地元民にも、西方の聖地メッカとは反対の東に向かって礼拝させた。